# Высокое (Волынская область)
Высо́кое (укр. Висо́ке) — село в Смидинской сельской общине Ковельского района Волынской области Украины.
До 2020 года входило в Любомльский район.
Код КОАТУУ — 0723381903. Население по переписи 2001 года составляет 42 человека. Почтовый индекс — 44340. Телефонный код — 3377. Занимает площадь 0,42 км².